# Прогрессирующее обрушение

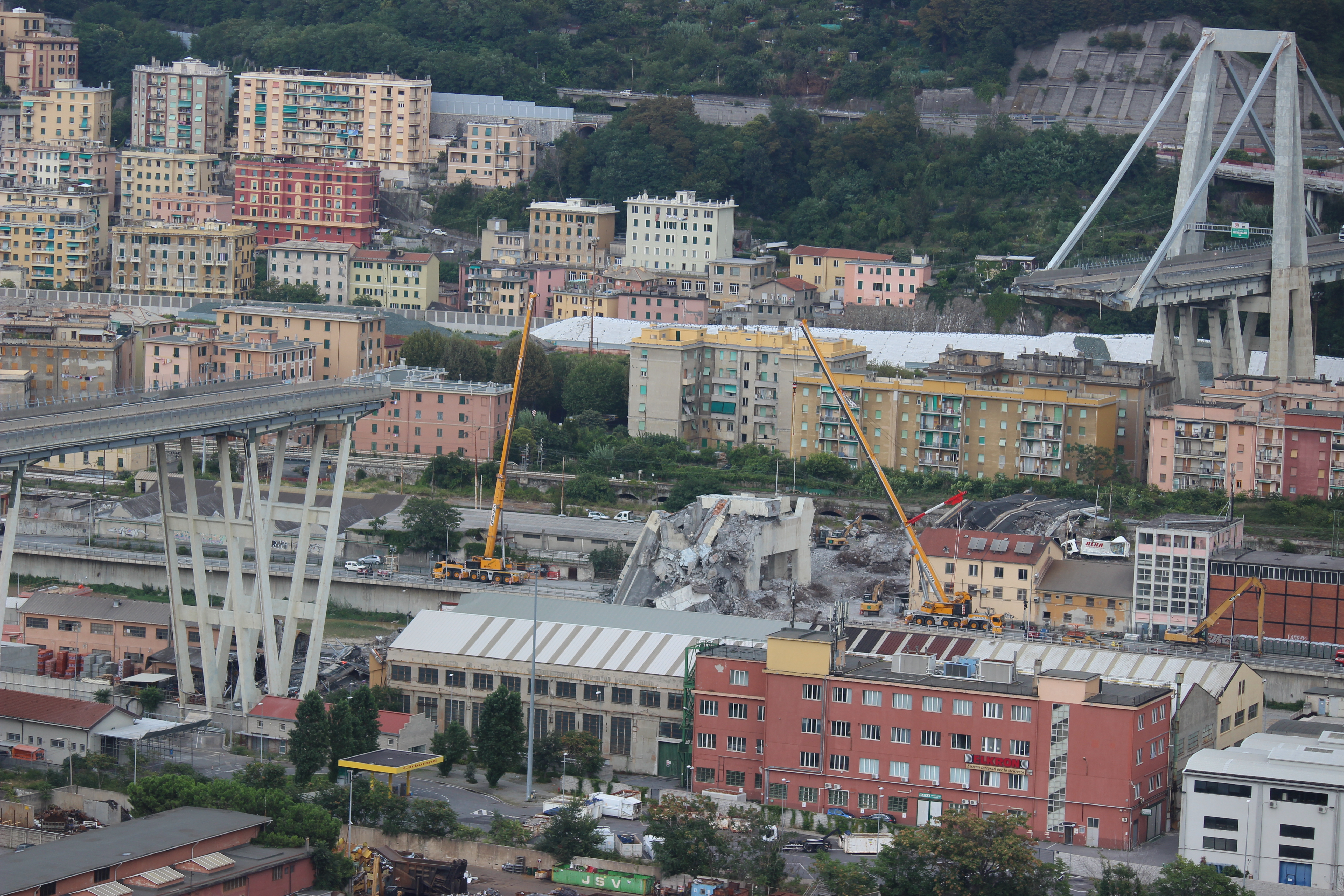
Последствия обрушения виадука в Генуе 14 августа 2018 года

Прогрессирующее обрушение — последняя стадия процесса последовательного накопления повреждений или деформаций структурных элементов здания или сооружения, приводящая к его разрушению.
Термин «прогрессирующее обрушение» стал использоваться после обрушения в 1968 году 22-этажного здания «Ронан Пойнт» в Лондоне. В этом здании в квартире на восемнадцатом этаже произошёл взрыв газа, в результате которого были разрушены плиты перекрытия и выбита несущая стеновая панель. Затем вышележащие конструкции обрушились, а нижележащие конструкции не выдержали ударного действия от падающих конструкций и добавочной нагрузки от обломков и также обрушились.
После этой катастрофы в ряде стран были приняты нормативные документы для предотвращения прогрессирующего обрушения. Первые рекомендации по защите зданий от прогрессирующего разрушения появились в 1970 году в Великобритании, в США такие требования были включены в 1972 году в нормы Американского национального института стандартов, в 1975 году они были включены в Национальный строительный кодекс Канады. В 1976 году Британский строительный кодекс требовал, чтобы степень обрушения здания не превосходила первопричину (была соразмерна ей).
Особое внимание к проблеме прогрессирующего обрушения привлекло разрушение зданий Всемирного торгового центра в Нью-Йорке из-за теракта 11 сентября 2001 года. После анализа этой трагедии были разработаны дополнительные требования к надёжности зданий и сооружений и соответствующие рекомендации по их расчёту и проектированию.
Наиболее часто прогрессирующее обрушение зданий и сооружений возникает из-за пожара. В международных нормах по пожарной безопасности зданий и сооружений введены требования в отношении времени, в течение которого конструкции здания (сооружения) должны противостоять воздействию пожара. Это время увязывается в нормах по пожарной безопасности с требованиями в отношении обеспечения эвакуации людей.
Известны случаи прогрессирующего обрушения мостов. Они могут быть вызваны ударным воздействием
(например, столкновением судна с пролётом или опорой), размывом дна у опоры, приводящим к
потере её устойчивости или какой-либо ошибкой при строительстве моста. Примером прогрессирующего разрушения из-за инженерной ошибки является разрушение Квебекского моста в 1907 году: неправильное проектирование связей в сжимаемых элементах и небрежность в подсчёте нагрузки привели к потере устойчивости одного элемента на левой стороне вблизи прикрепления к опоре, вследствие чего нагрузка перераспределилась на элемент на правой стороне, который также потерял устойчивость, а затем последовало прогрессирующее обрушение моста.